# Периньи (Алье)
Периньи́ (фр. Périgny) — коммуна во Франции, находится в регионе Овернь. Департамент коммуны — Алье. Входит в состав кантона Лапалис. Округ коммуны — Виши.
Код INSEE коммуны — 03205.

## Население
Население коммуны на 2008 год составляло 442 человека.
| 1962 | 1968 | 1975 | 1982 | 1990 | 1999 | 2008 |
| ---- | ---- | ---- | ---- | ---- | ---- | ---- |
| 510  | 543  | 488  | 401  | 416  | 404  | 442  |

## Экономика
В 2007 году среди 291 человека в трудоспособном возрасте (15—64 лет) 201 были экономически активными, 90 — неактивными (показатель активности — 69,1 %, в 1999 году было 69,7 %). Из 201 активных работали 186 человек (111 мужчин и 75 женщин), безработных было 15 (8 мужчин и 7 женщин). Среди 90 неактивных 18 человек были учениками или студентами, 37 — пенсионерами, 35 были неактивными по другим причинам.